# Hyperacrius
A Hyperacrius az emlősök (Mammalia) osztályának rágcsálók (Rodentia) rendjébe, ezen belül a hörcsögfélék (Cricetidae) családjába tartozó nem.

## Rendszerezés
A nembe az alábbi 2 faj tartozik:
- vörhenyes himalájai-pocok (Hyperacrius fertilis) True, 1894 – típusfaj
- kisfülű himalájai pocok (Hyperacrius wynnei) Blanford, 1881